# Скорецови
Скорецови или Скорцови (Sturnidae) са семейство дребни пойни птици, принадлежащи към разред Врабчоподобни (Passeriformes). Състои се от над 100 вида, групирани в 25 – 32 рода.

## Разпространение
Скорецови произхождат от Стария свят. Някои автори предполагат, че семейството е възникнало в Африка. Освен в Евразия и Африка са разпространени и в Северна Австралия и на някои тропически острови на Океания. Няколко европейски и азиатски вида са аклиматизирани в Северна Америка, Хаваите и Нова Зеландия.

## Систематика
- Род Aplonis
- Род Mino
- Род Basilornis
- Род Sarcops
- Род Streptocitta
- Род Enodes
- Род Scissirostrum
- Род Saroglossa
- Род Ampeliceps
- Род Gracula
- Род Acridotheres
- Род Leucopsar
  - Leucopsar rothschildi – Балийски скорец, единствен представител на рода.
- Род Sturnia
- Род Sturnus (Скорци)
  - Розов скорец (Sturnus roseus)
  - Сив скорец (Sturnus cineraceus)
  - Обикновен скорец (Sturnus vulgaris)
  - Черен скорец (Sturnus unicolor)
- Род Creatophora
- Род †Fregilupus
- Род †Necropsar
- Род Coccycolius
- Род Lamprotornis
- Род Cinnyricinclus
- Род Spreo
- Род Compsarus
- Род Onychognathus
- Род Poeoptera
- Род Grafisia
- Род Speculipastor
- Род Neocichla

Не е ясна систематиката на изчезналите Маскаренски скорци.